# Franjo Gregurić
Franjo Gregurić (Lobor, 12 ottobre 1939) è un politico croato.
È stato Primo ministro della Croazia dal luglio 1991 all'agosto 1992.
È rappresentante del partito Unione Democratica Croata.